# Vigrid
Vigrid er en slette midt i Asgård – 100 mile på hver led. Ifølge Vølvens spådom er det her at det endelige slag (Ragnarok) skal stå.